# Emil Racoviță
Emil Gheorghe Racoviță (en romanès: [eˈmil ˈrakovit͡sə]; 15 de novembre de 1868 – 17 de novembre de 1947) va ser un biòleg, zoòleg, espeleòleg i explorador antàrtic romanès.
Juntament amb Grigore Antipa, va ser un dels promotors més destacats de les ciències naturals a Romania. Racoviță va ser el primer romanès que va fer una expedició de recerca científica a l'Antàrtida. Va ser un professor, erudit i investigador influent, i va ser president de l'Acadèmia Romanesa des de 1926 fins a 1929.

## Primers anys de vida
Nascut a Iași, va créixer en una finca familiar, a Șurănești, comtat de Vaslui, va començar els seus estudis a Iași, on va tenir Ion Creangă com a professor, i va continuar els seus estudis secundaris a l'Institute Unite, un institut privat per a nois a Iași, cursant el batxillerat el 1886. Després va estudiar dret a la Universitat de París, obtenint un títol de dret el 1889. Però no va seguir una carrera d'advocat, sinó que es va dirigir a les ciències naturals.
El seu mentor va ser el zoòleg i biòleg Henri de Lacaze-Duthiers, professor a la Sorbona i al Muséum national d'histoire naturelle. Racoviţă va obtenir un BS grau en 1891, i un Ph.D. llicenciat el 1896, per a una tesi sobre Le lobe cephalique et l'encéphale des Annélides Polychète ("El lòbul cefalós i l'encèfal dels anèl·lids poliquets").

## ExpedicióBèlgica

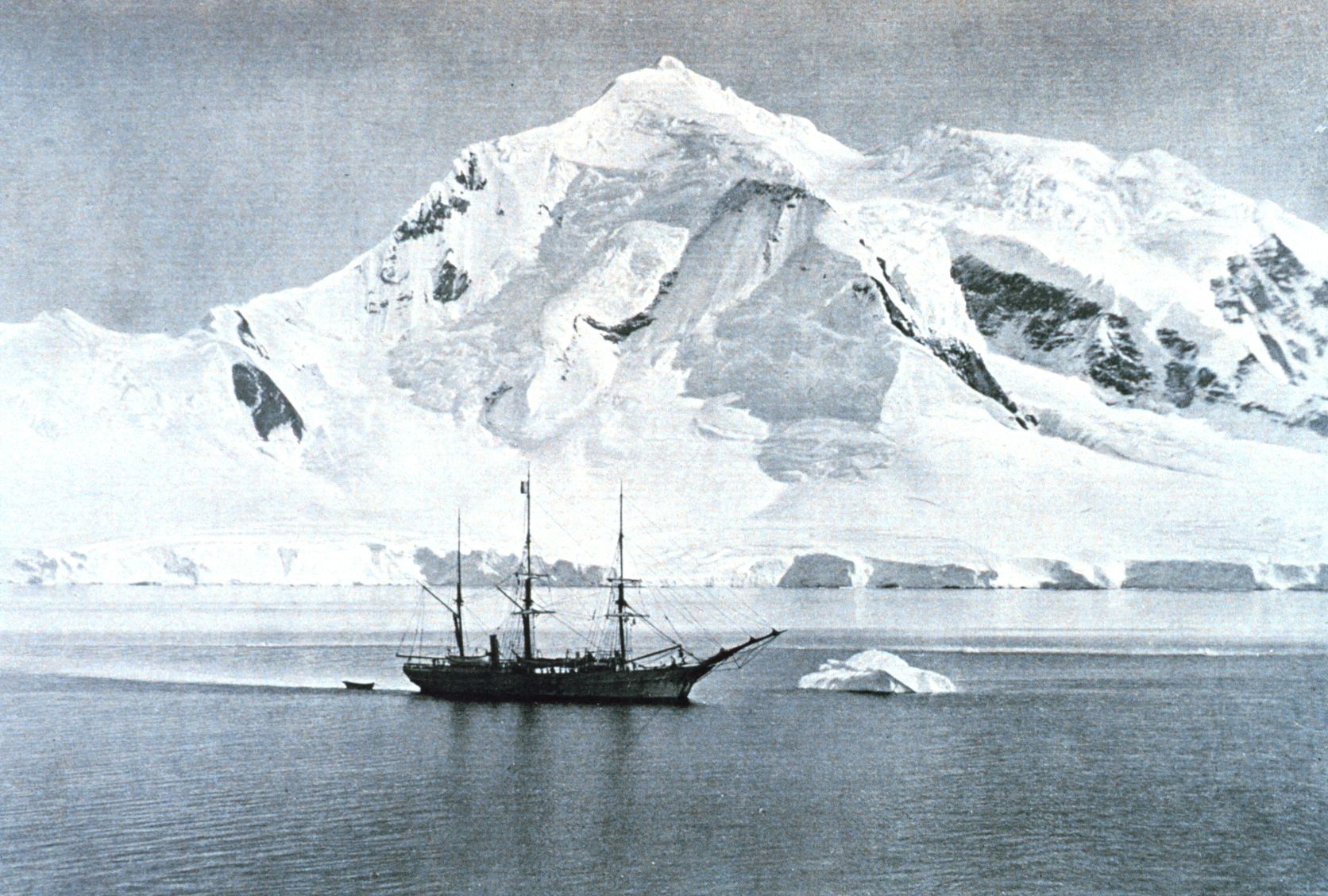
Belgica a l'estret de Gerlache

Com a jove científic prometedor, Racoviță va ser seleccionat per formar part d'un equip internacional que va començar una expedició de recerca a l'Antàrtida, a bord del Bèlgica. L'expedició estava dirigida per l'oficial belga Adrien de Gerlache, que era també propietari del vaixell.

### Vaixell i tripulació
El 16 d'agost de 1897, sota l'egida de la Royal Society of Geography de Brussel·les, el Belgica, un antic balener de fusta noruec, va abandonar el port d'Anvers, salpant cap al sud. Va ser el vaixell que va donar nom a tota l'expedició. El vaixell de tres pals estava equipat amb un motor de 160 cavalls de potència.
Els 19 membres de l'equip eren de diverses nacionalitats. El primer oficial del vaixell va ser Roald Amundsen – qui havia de conquerir el pol sud el 1911. A part de Racoviță, l'equip estava format pel físic belga Émile Danco, el geòleg i oceanògraf polonès Henryk Arctowski amb el seu ajudant Antoni Bolesław Dobrowolski i el metge nord-americà Frederick Cook.

### Treball científic

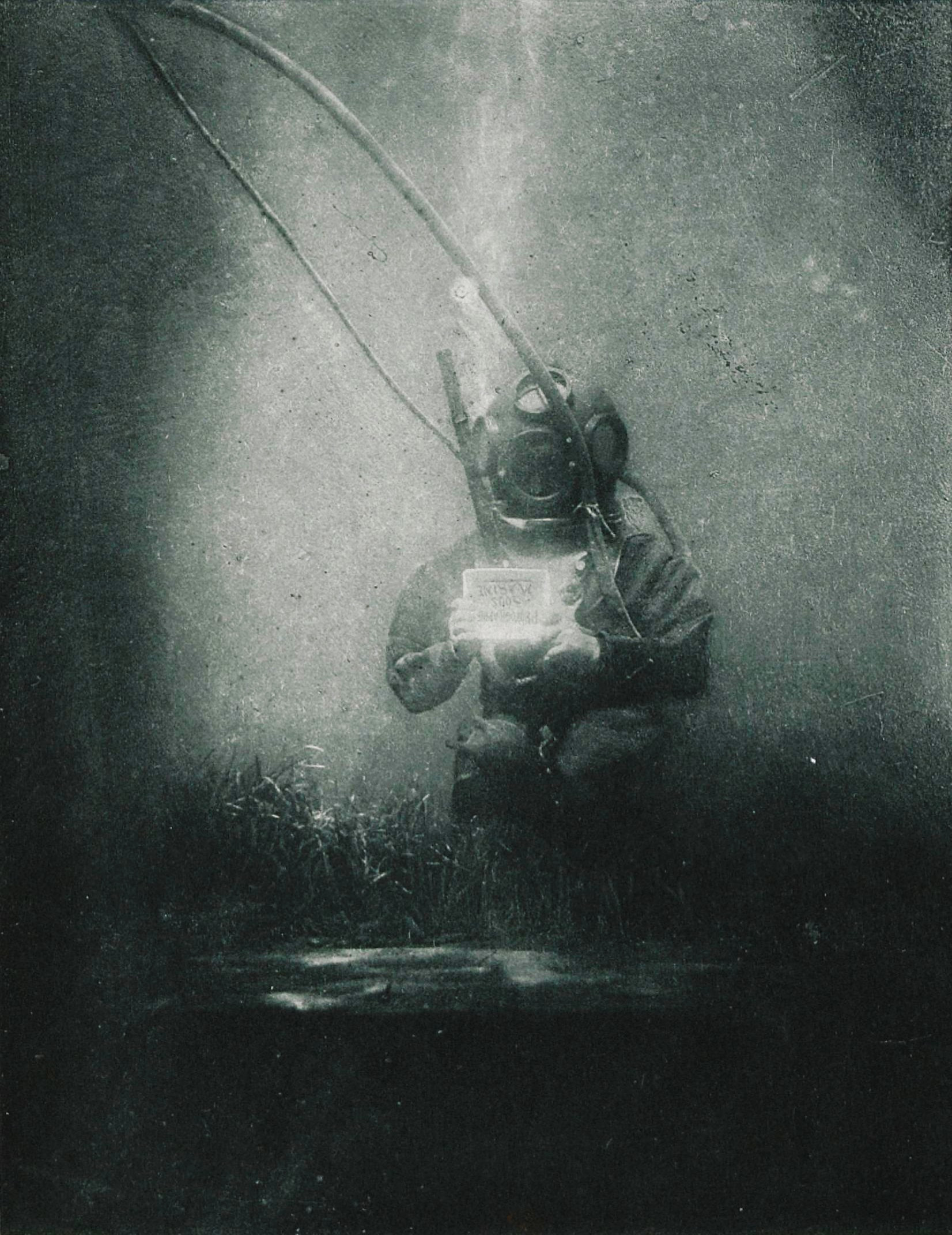
Racoviță bussejant el 1899

L'equip va sortir de la coberta del vaixell 22 vegades, per tal de recollir dades científiques, per dur a terme investigacions i experiments. Racoviță va ser el primer investigador a recollir mostres botàniques i zoològiques de zones més enllà del cercle antàrtic.
Belgica va fer els primers enregistraments i mesures meteorològiques diàries a l'Antàrtida, cada hora, durant tot un any. Els científics també van recollir informació sobre els corrents oceànics i el magnetisme terrestre, amb fins a 10 volums de conclusions científiques que es van publicar al final de l'expedició, que es va considerar un èxit.

### Obstacles
L'expedició va trobar diverses dificultats. Entre el 10 de març de 1898 i el 14 El març de 1899, Belgica va quedar atrapada entre blocs de gel, cosa que va fer impossible navegar més enllà. La tripulació va haver d'excavar un canal de 75 metres i en una capa de gel de 6 de profunditat per tal de generar una via navegable per la qual navegar cap a una massa d'aigua navegable. Belgica va tornar a Europa el 1899 sense dos membres de l'equip, que havien mort durant l'expedició: el mariner noruec Carl Wiencke (perdut per la borda) i Émile Danco {mort per causes naturals}.
El diari de Racoviță, publicat el 1899, fa esment de les dificultats que van haver de suportar els membres de l'equip. Les fotos de l'època mostren que gairebé no es reconeixia després de tornar de l'expedició. Els resultats de les seves investigacions es van publicar l'any 1900, sota el títol La vie des animaux et des plantes dans l'Antarctique ("La vida dels animals i les plantes a l'Antàrtida"). Un any després del seu retorn, Racoviță va ser nomenat director de l'estació de Banyuls-sur-Mer i editor de la revisió Archives de zoologie expérimentale et générale.

## Vida posterior

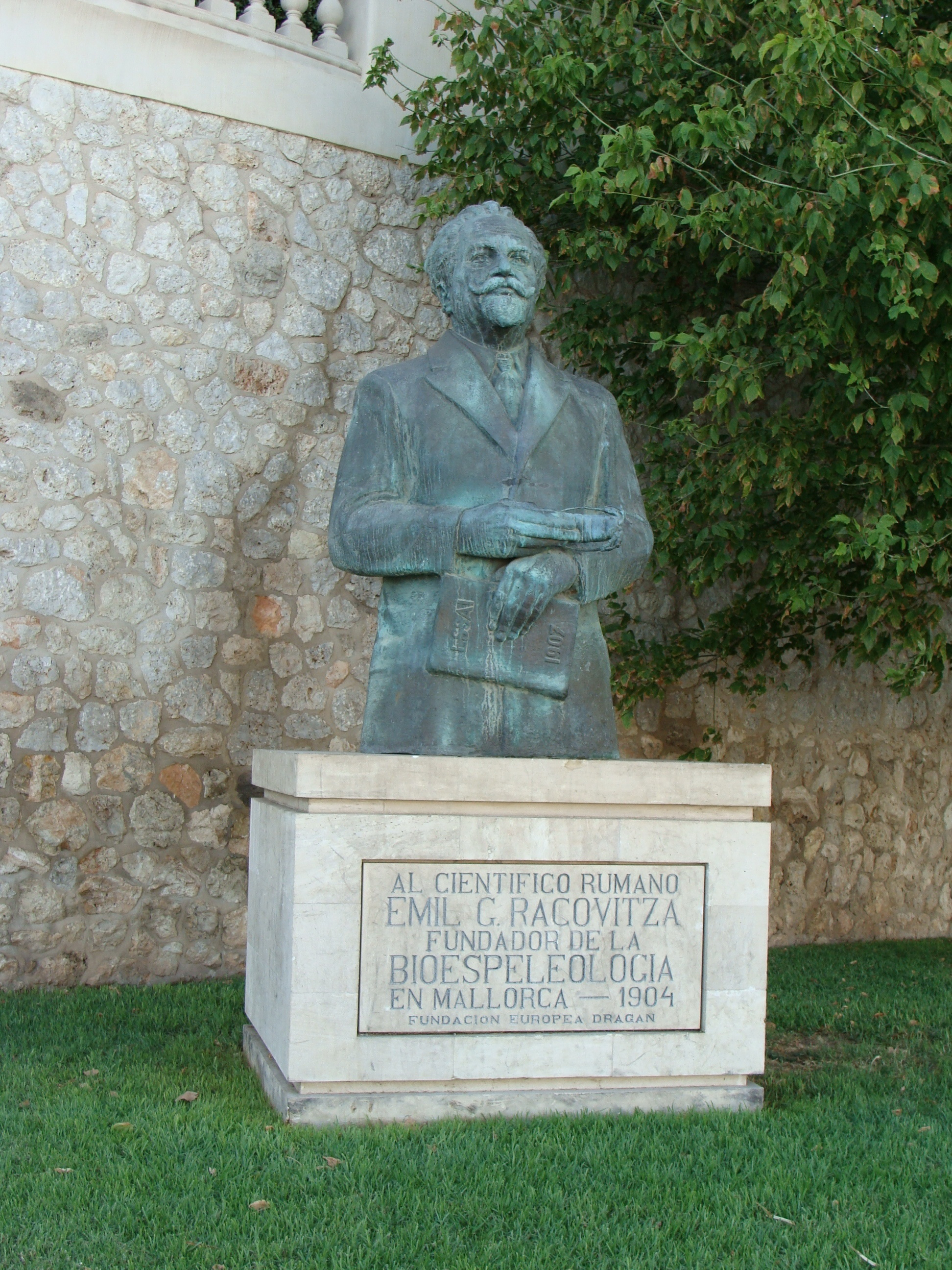
Estàtua a Palma (Mallorca)

Racoviță va continuar la seva recerca, contribuint a l'espeleologia i explorant més de 1.400 coves de França, Espanya, Algèria, Itàlia i Eslovènia. Es considera, juntament amb René Jeannel, un dels fundadors de la bioespeleologia. Estava especialment interessat en els isòpodes, dels quals en va descobrir molts.
El 1919, Racoviță es va convertir en cap del departament de biologia de la Universitat Upper Dacia a Cluj-Napoca, i va exercir com a rector de la Universitat de 1929 a 1930. Allà va fundar el primer institut d'espeleologia del món el 26 Abril de 1920,  primer com a secció que, però, havia de funcionar de manera independent des de 1956, amb el professor Constantin Motas. El 1920, es va convertir en membre titular de l'Acadèmia Romanesa, i va ser president de l'Acadèmia de 1926 a 1929.
Després del Segon Arbitratge de Viena l'agost del 1940, la Facultat de Ciències i l'Institut d'Espeleologia de la Universitat de Cluj es van veure obligats a marxar de la ciutat i refugiar-se a Timișoara. Després de la Segona Guerra Mundial, Racoviță va fer grans esforços per reorganitzar l'institut. Va morir al novembre 1947 a Cluj-Napoca, i va ser enterrat al cementiri Hajongard de la ciutat.

## Llegat

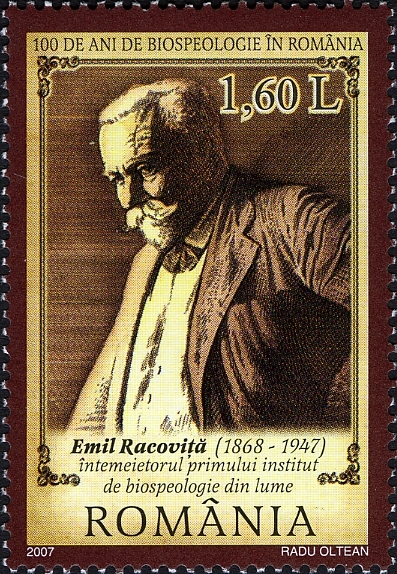
Segell del 2007

Hi ha dues coves basades després d'ell. Una és la Emil Racoviță Cave, situat a Criva, Briceni; amb una superfície de 50 hectàrees (120 acres), és la cova més gran de Moldàvia i la tercera cova més llarga d'Europa. L'altra és la Racoviță Cave, situat a Iabalcea, comtat de Caraș-Severin.
L'any 2006, la primera estació d'exploració antàrtica romanesa va rebre el nom d'Estació Law-Racoviță.
Poșta Română ha anat emetent diversos segells en el seu honor des del 1958, 1968, 1985, 1986 i el 2007. L'últim forma part d'una sèrie de quatre segells (Scott 4911–4914) que commemora els 100 anys des de la fundació per Racoviță del primer institut de bioespeleologia del món.
El 2018, en el 150è aniversari del naixement de Racoviță, el Banc Nacional de Romania va posar en circulació una moneda de plata commemorativa amb un valor nominal de 10 lei.

## Publicacions
- Essai sur les problèmes biospéologiques ("Assaig sobre problemes bioespeleològics"; 1907)
- Cétacés. Voyage du SY Belgica en 1897–1899 resultats científics. Zoologia. JE Buschmann, Anvers, 1903.
- Énumération des grottes visitées, sèries 1–7. Archives de Zoologie expérimentale et générale, París, 1907–1929 (en col·laboració amb René Jeannel) ("Enumeració de les coves visitades")
- Speologia: O știință nouă a străvechilor taine subpământești. Astra, Secció Științelor Naturales, Biblioteca popular, Cluj, 1927. ("Espeleologia: una nova ciència dels vells misteris de l'inframón"; 1927)
- Evoluția și problemele ei ("L'evolució i els seus problemes"; 1929)